# 2-溴-5-硝基苯甲醛
2-溴-5-硝基苯甲醛是一种有机化合物，化学式为C7H4BrNO3。它可由2-溴-5-硝基苯甲醇和吡啶氯铬酸盐在二氯甲烷中的氧化反应制得；混酸在0 °C硝化2-溴苯甲醛也可以得到产物。在碳酸钠和四(三苯基膦)钯的存在下，它可以和苯硼酸发生偶联反应，得到4-硝基联苯-2-甲醛。